# Anciennes Glacières de Strasbourg
Les anciennes glacières de Strasbourg sont un ensemble de bâtiments situés sur les canaux de l’Ill dans le quartier de la Petite France. Les bâtiments ont abrité de 1897 à 1990 une usine de froid artificiel avec des machines de la société Quiri, devenue Axima Réfrigération France. Ils ont aujourd'hui été reconvertis en un hôtel cinq étoiles : Le Régent Petite France. Plusieurs équipements industriels ont été conservés dans le cadre du projet d’aménagement en hôtel et ont été inscrits en 1991 sur l'inventaire supplémentaire des monuments historiques, selon les termes de l'arrêté : « en tant qu'enveloppe de protection in situ d'un ensemble technique indissociable ». L'ensemble des machines et de leurs annexes, quant à elles, est protégé par un Classement aux Monuments Historiques (en date du 29 septembre 1993).

## Historique de l’usine
L'usine de froid artificiel est née de la conjonction des importantes découvertes techniques du XIXe siècle et du rapide développement de l'industrie agroalimentaire au tournant du siècle. Le froid artificiel est largement diffusé auprès des industriels dans les années 1880. La chute de la rivière Ill, affluent du Rhin, située au cœur du quartier artisanal de la Petite France, avait fait tourner les moulins durant près de huit siècles et c'est sur leur site qu'est créée l'usine strasbourgeoise en 1897, dans des bâtiments du XVIIIe siècle.
La technique utilisée alors pour la fabrication de la glace consiste à vaporiser un gaz liquide pour produire du froid. Le passage de l'état liquide à l'état gazeux est employé depuis 1874-1876 pour produire du froid à échelle industrielle : la machine frigorifique transforme une énergie mécanique, produite par un compresseur (lui-même alimenté par une autre forme d'énergie, hydraulique par exemple), en énergie thermique, en chaleur. Les machines des glacières de Strasbourg fonctionnaient donc comme des réfrigérateurs domestiques.
L’usine cesse sa production le 31 mai 1990.

## Aménagement en hôtel et conservation du patrimoine historique
Un projet recomposé par l'atelier Maechel débouche sur un permis de construire le 15 octobre 1990 prévoyant la rénovation des trois bâtiments dans l'esprit de l'architecture de la fin du XVIIIe siècle et un traitement contemporain de la façade de l'entrée de l'hôtel. Les 400 mètres carrés des anciennes glacières sont ouverts au public.
Cela fait plus de vingt ans que l'association les anciennes glacières de Strasbourg, avec l'association pour les musées des sciences de Strasbourg (AMUSS), et l'association des Amis du Vieux Strasbourg, œuvrent pour la préservation de celles-ci, mais c'est à l'automne 1991 que les choses se sont accélérées sur la base d'un projet de réutilisation à l'étude. L'Association des anciennes glacières de Strasbourg n'a en effet pas ménagé sa peine pour assurer la conservation de ce site où force hydraulique traditionnelle et production moderne de froid artificiel ont longtemps permis la fabrication de pains de glace nécessaires à l'essor de l'industrie alimentaire strasbourgeoise. Cette association qui désirait voir ouvrir à la culture et à la pédagogie cet endroit, au cœur de la Petite-France, et ce dans les meilleures conditions, a ainsi vu son vœu exaucé.
La conservation des anciennes glacières de Strasbourg constitue un exemple original d’intégration avec l’activité hôtelière grâce à l’action concertée de l’Association pour les Musées des Sciences de Strasbourg (AMUSS), des Amis du Vieux Strasbourg, de la Conservation régionale des monuments historiques d'Alsace, du maître d’œuvre de l’opération (l'atelier Maechel) et du propriétaire des lieux, qui ont permis l’intégration des anciennes glacières de Strasbourg dans le projet d’aménagement d’un hôtel de luxe.
La réappropriation du patrimoine industriel est possible et bénéfique pour tous s'il y a une volonté des divers acteurs. Ce type d’action illustre le fait que la conservation du patrimoine industriel, en l'occurrence "la glacière de la Petite France", peut contribuer au développement économique d’un site commercial devenu propriété de la société Hôtelière Régent Petite France,.

Le pari a été gagné de voir maintenir ces anciennes glacières, mises en service en 1897 et ayant cessé leur production le 31 mai 1990. Témoins du premier processus de fabrication industrielle de glace, à l'intérieur d'un luxueux hôtel de soixante-douze chambres disposées dans les étages et des équipements et services généraux au rez-de-chaussée. Ont été classés au titre des monuments historiques : 3 turbines à pales, 2 grandes roues de transmission avec leurs courroies en cordes, l'axe principal souterrain, 4 manomètres, 2 alternateurs, 4 compresseurs avec leur volant, 4 condensateurs, 3 tableaux de commande électrique. En effet comme l'indiquait très justement Marc Laenen (nl) lors des Entretiens du patrimoine « le choix du transfert dans un musée ou la conservation sur place touche à une problématique très compliquée où le sens des musées de plein air, les possibilités limitées de la conservation sur place, la nature des bâtiments et des opérations, les problèmes éthiques par rapport au patrimoine (muséification ou rénovation) et les méthodologies de la conservation sont en jeu ».

## Galerie d’images

Anciennes glacières et actuel hôtel Régent Petite France.
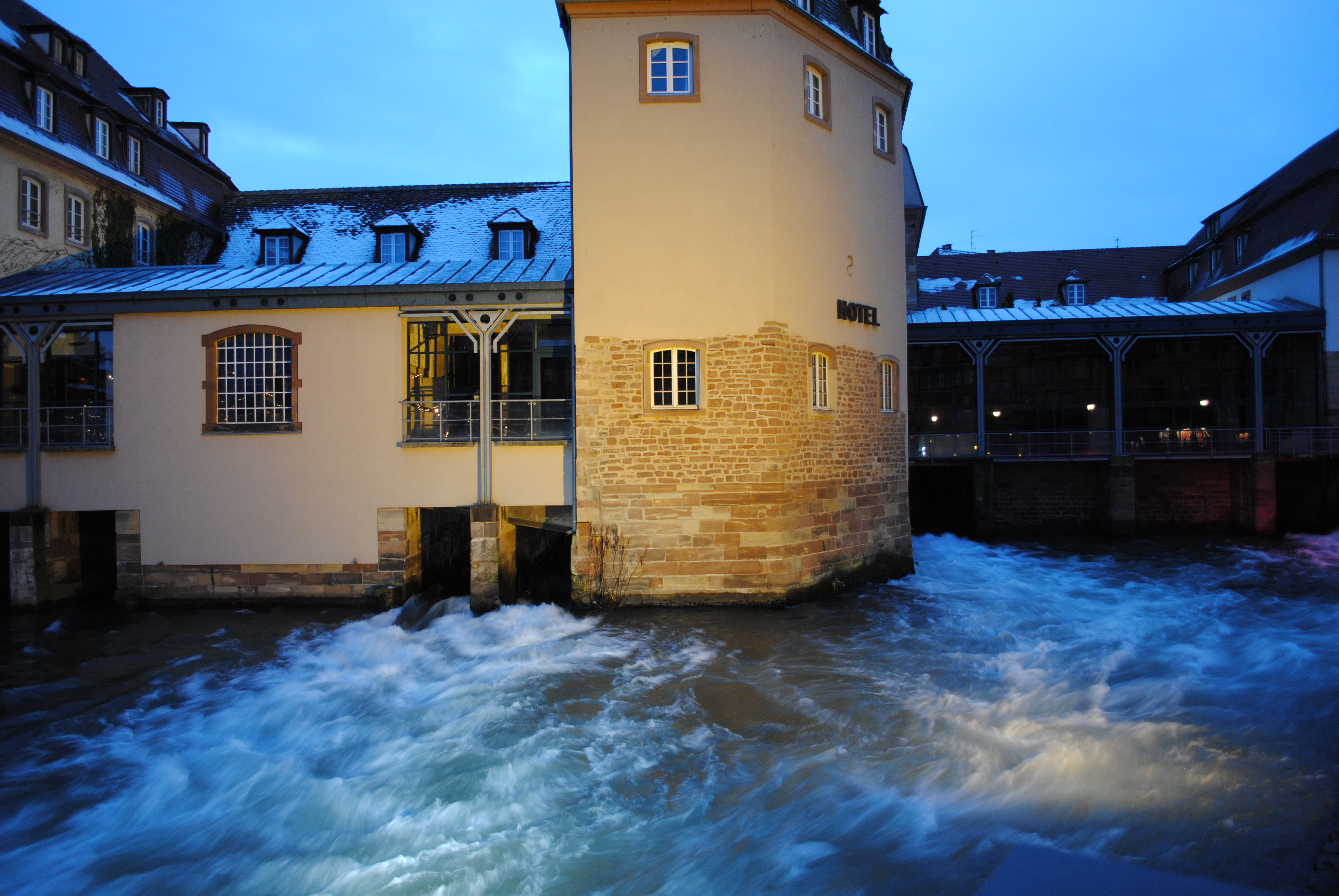
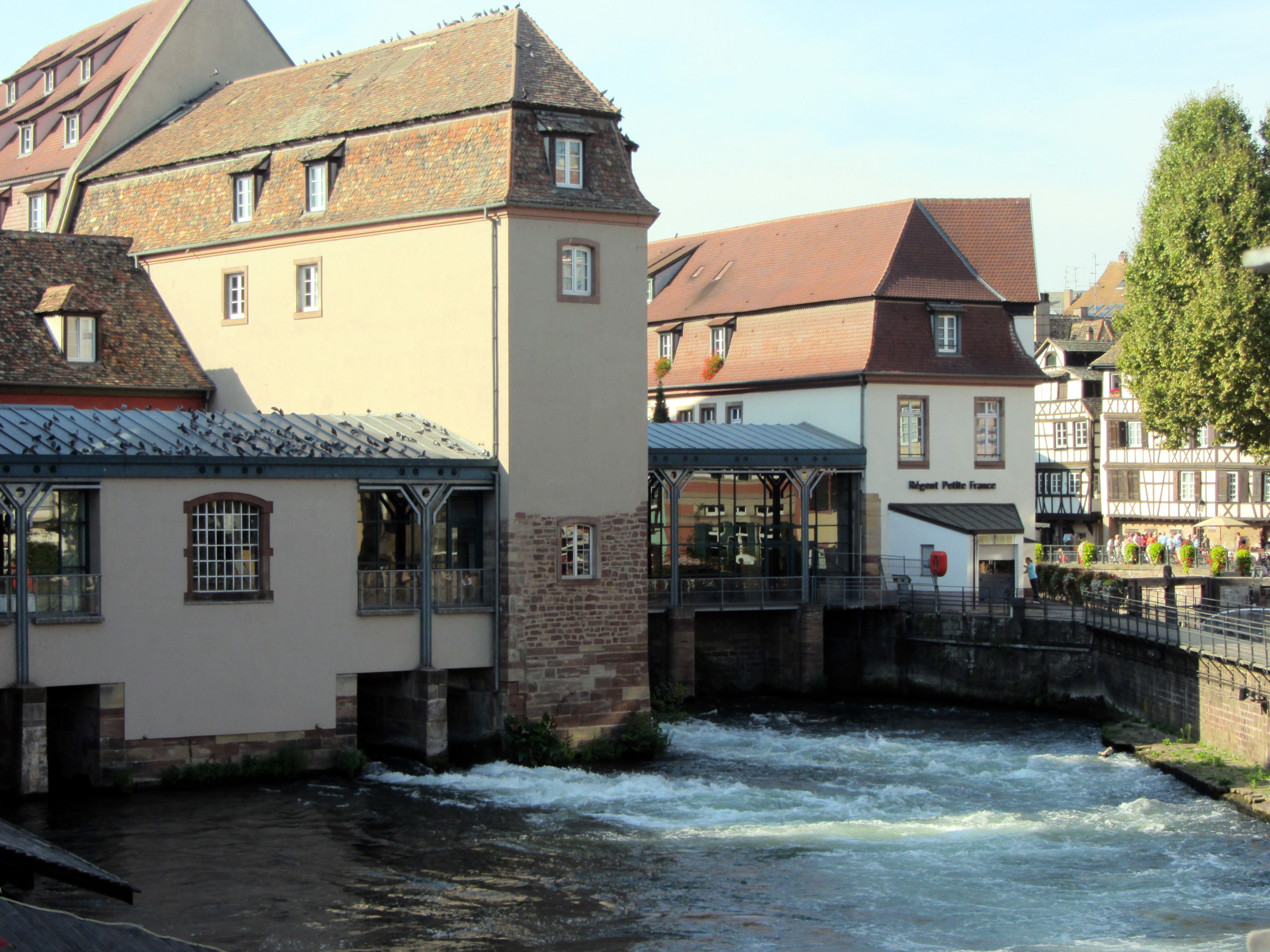
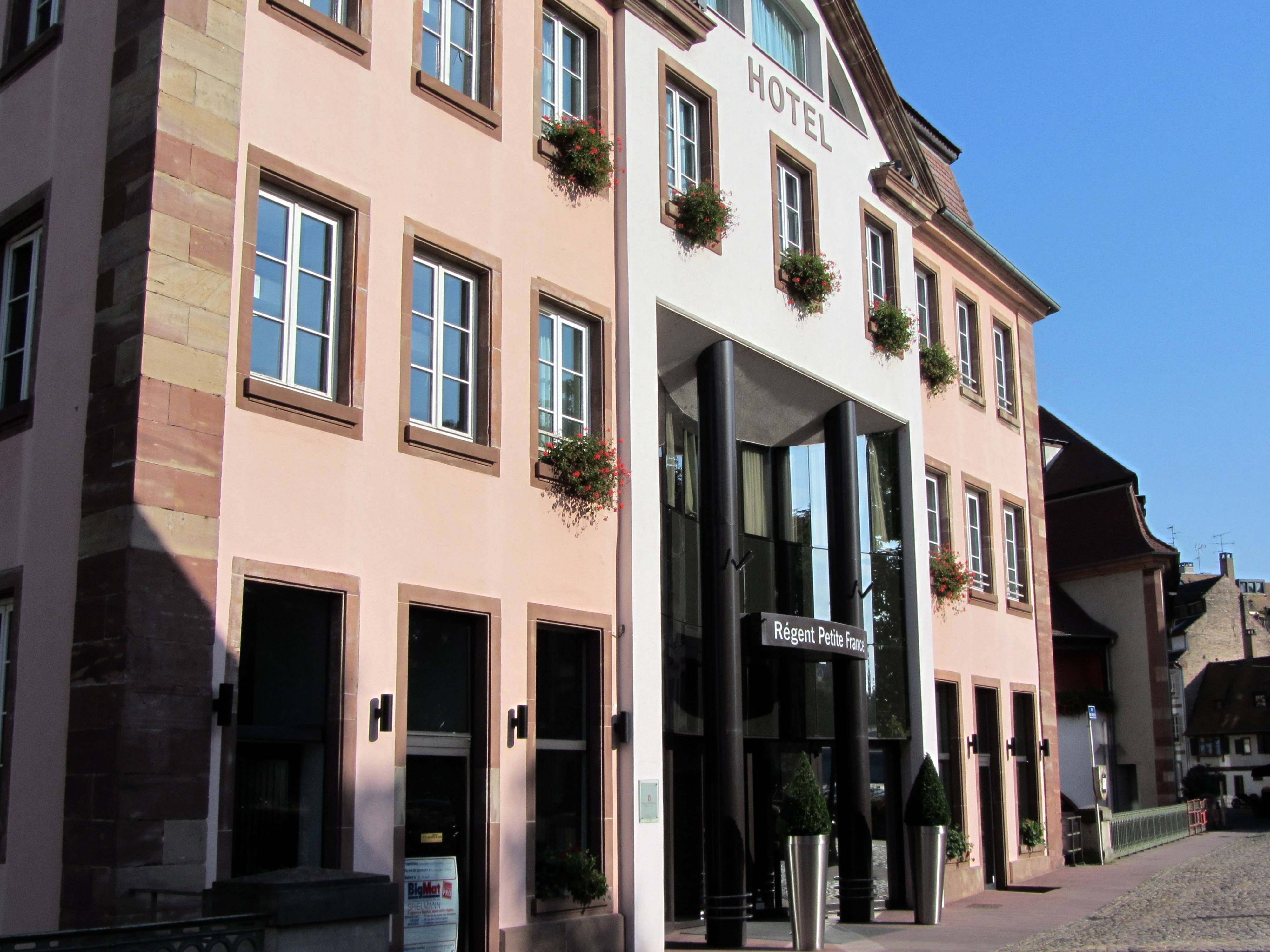
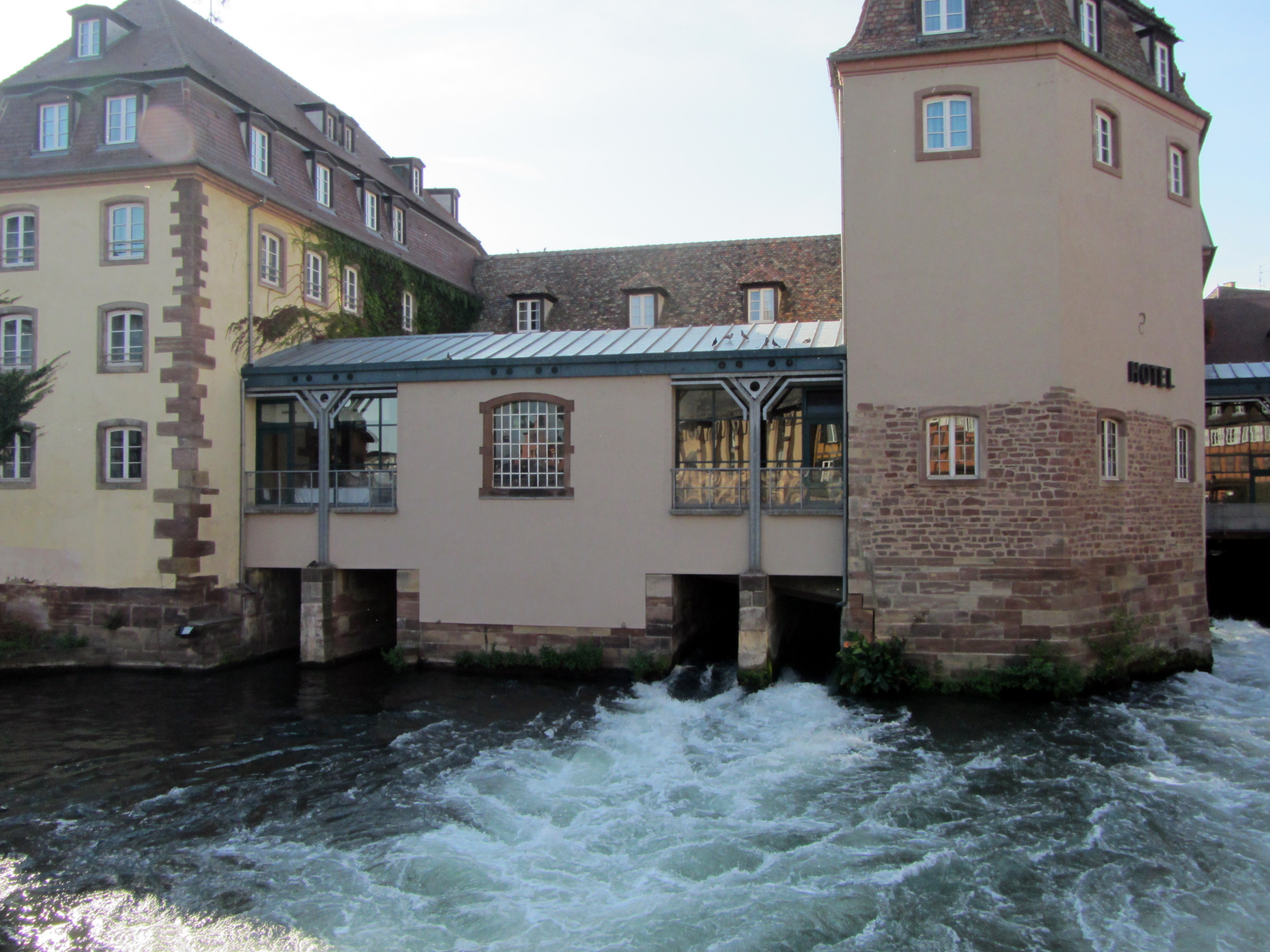
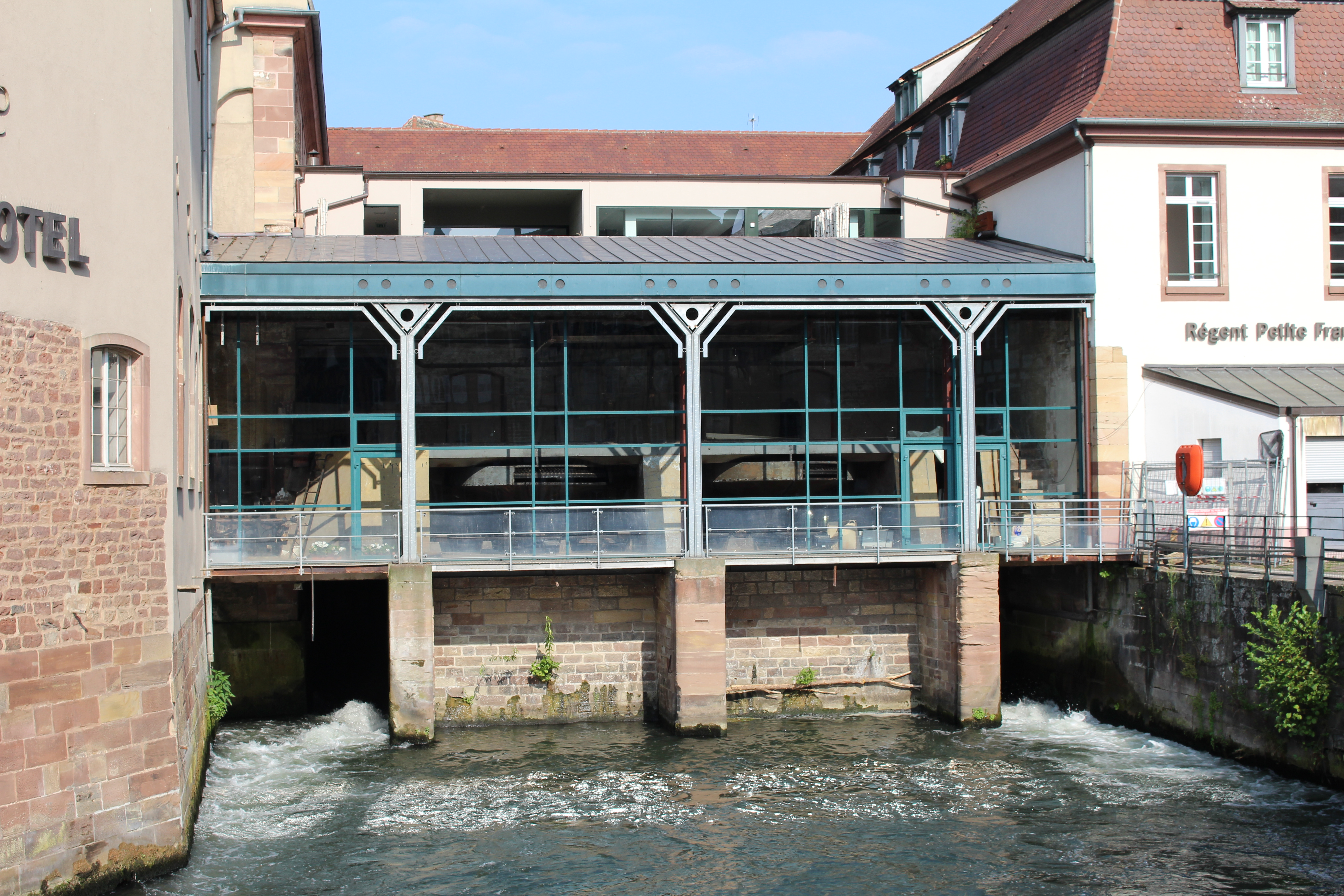
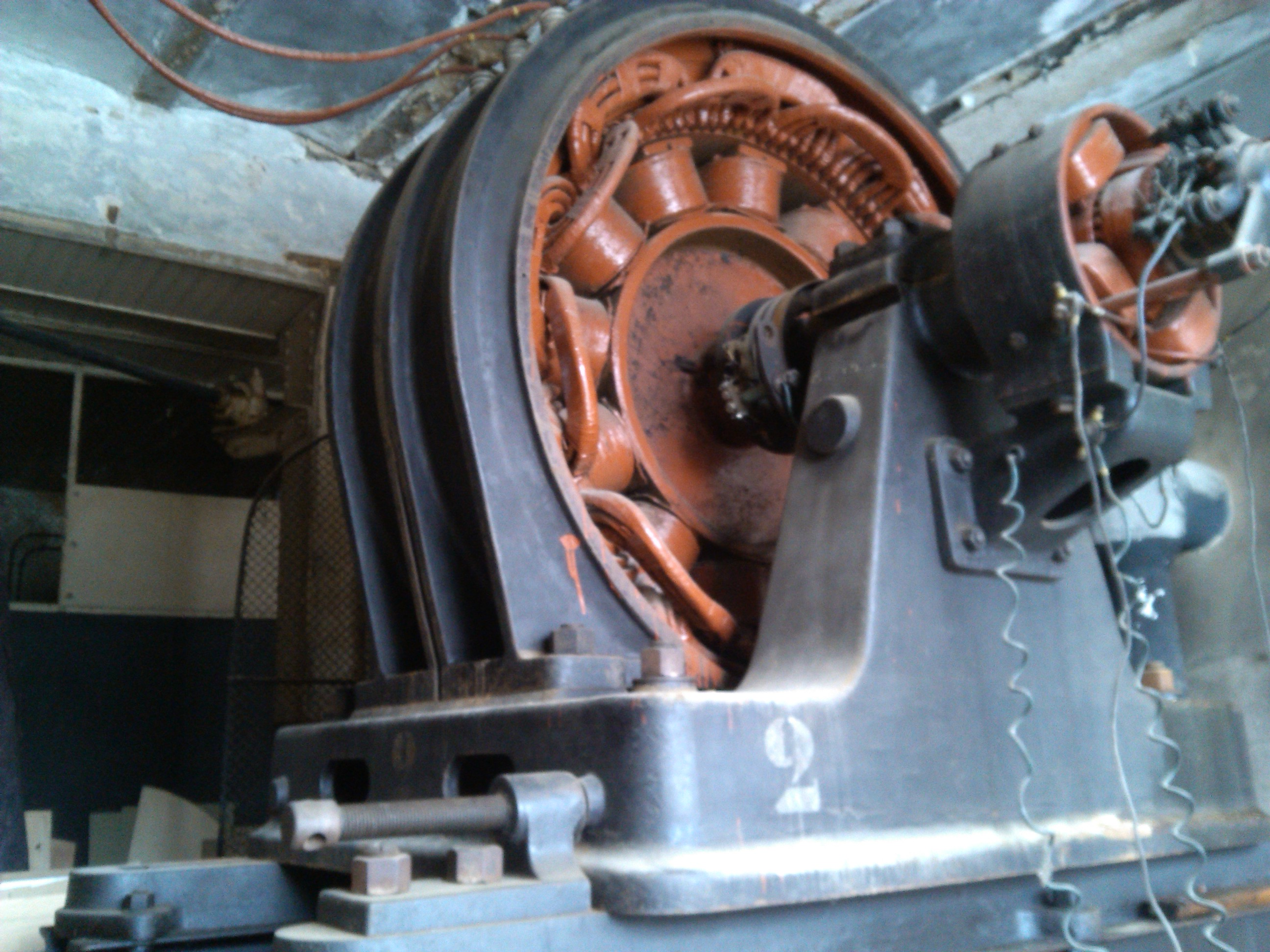
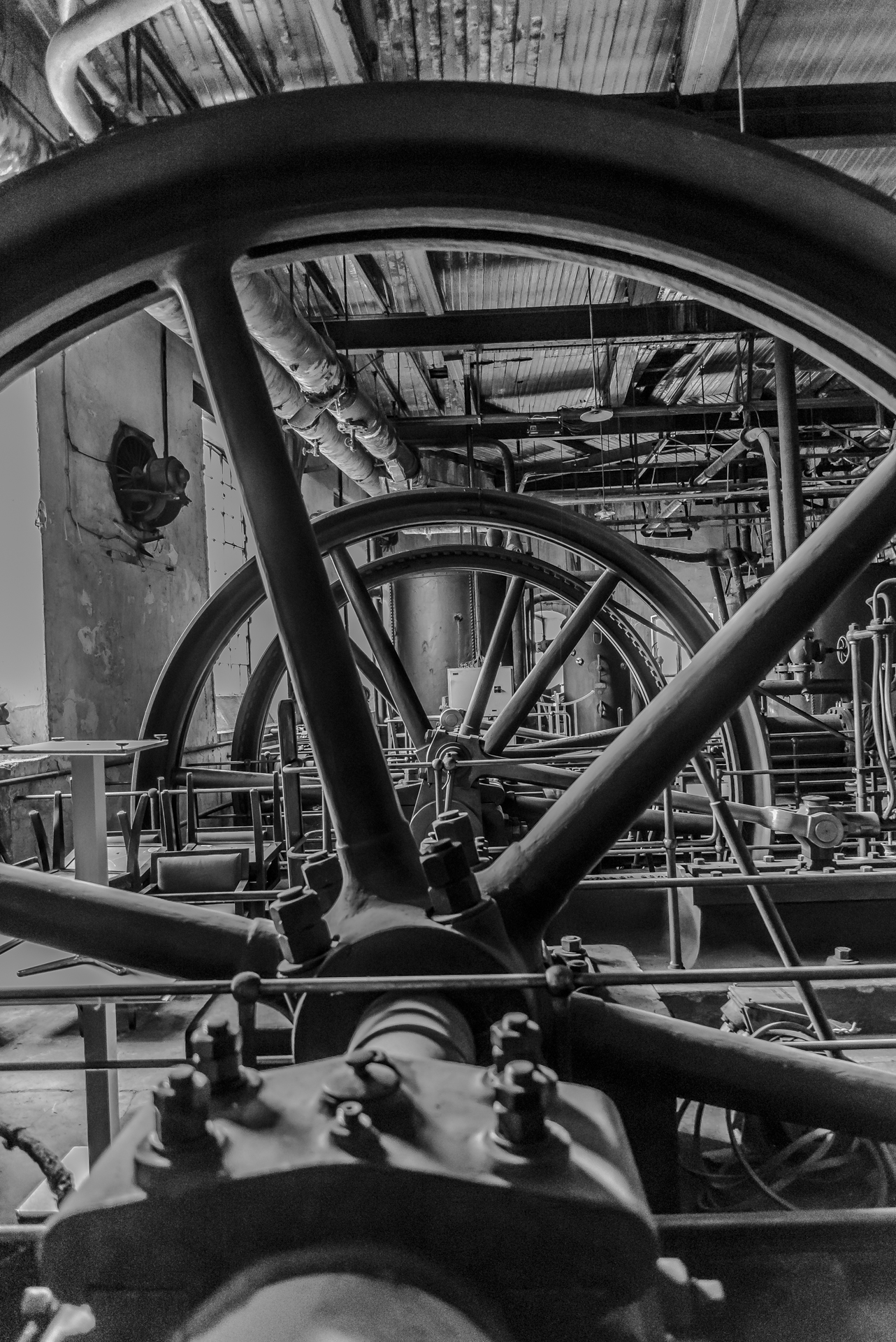
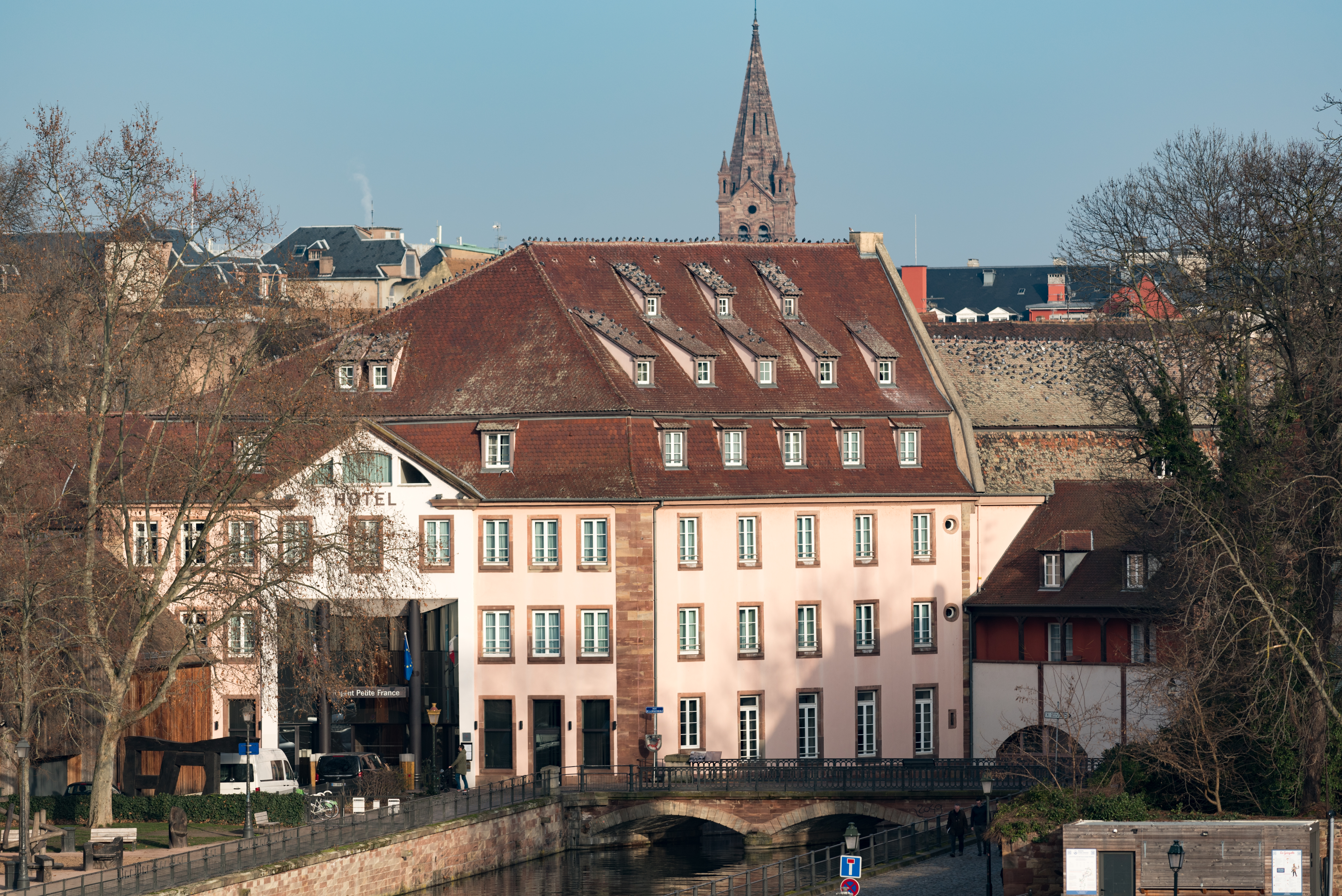